# James Backhouse
Pour les articles homonymes, voir Backhouse.
James Backhouse est un botaniste britannique, né le 8 juillet 1794 à Darlington, Durham et mort le 20 janvier 1869 à York.

## Biographie
En 1813, il rejoint la société de Wagstaffe à Norwich où il étudie l’horticulture. Avec ton frère, Thomas Backhouse (1792-1845), il fonde des serres à Telford (York) en 1815. Il part comme missionnaire quaker en Australie en 1831. Il séjourne en Afrique du Sud en 1838-1840. Durant ses voyages, il envoie de nombreux plants et semences à son frère et à Sir William Jackson Hooker (1785-1865). Il retourne en Grande-Bretagne en 1841.
Backhouse est notamment l’auteur de Extracts from Letters... 1838-1841. Narrative of Visit to Australian Colonies (1843), Narrative of Visit to Mauritius and South Africa (1844), "Indigenous Plants of Van Diemen’s Land" (dans le Ross’s Hobart Town Almanck and Van Diemen’s Land Annual 1835). Sir William Jackson Hooker et William Henry Harvey (1811-1866) lui dédie le genre Backhousia.

## Source
- (de) Claus Bernet, « James Backhouse », dans Biographisch-Bibliographisches Kirchenlexikon (BBKL), vol. 31, Nordhausen, 2010 (ISBN 978-3-88309-544-8, lire en ligne), colonnes 35-39
- Ray Desmond (1994). Dictionary of British and Irish Botanists and Horticulturists including Plant Collectors, Flower Painters and Garden Designers. Taylor & Francis et The Natural History Museum (Londres).  (ISBN 0-85066-843-3)